# مایک یانگ
مایک یانگ (انگلیسی: Mike Yung؛ زادهٔ ۱۵ نوامبر ۱۹۵۹) موسیقی‌دان سبک ریتم اند بلوز آمریکایی است.

## آلبوم
- من تسلیم نمی‌شوم - ۲۰۱۹